# خط عرض 17° شمال
خط عرض 17° شمال هي إحدى دوائر العرض الجغرافية، وهي دوائر وهمية تحيط بالكرة الأرضية، وموازية لخط الاستواء، وتتميز هذه الدائرة بأن الأراضي الواقعة عليها تنتمي للمنطقة المدارية الحارة.

## حول العالم
يبدأ من خط الزوال الأولي ويتجه شرقا، خط عرض 17° شمال يمر عبر:
| الإحداثيات                           | البلد أو الإقليم أو البحر | ملاحظات |
| ------------------------------------ | ------------------------- | --- |
| 17°0′N 0°0′E / 17.000°N 0.000°E      | مالي                      | |
| 17°0′N 4°14′E / 17.000°N 4.233°E     | النيجر                    | |
| 17°0′N 15°30′E / 17.000°N 15.500°E   | تشاد                      | |
| 17°0′N 24°0′E / 17.000°N 24.000°E    | السودان                   | |
| 17°0′N 37°0′E / 17.000°N 37.000°E    | إرتريا                    | |
| 17°0′N 39°2′E / 17.000°N 39.033°E    | البحر الأحمر              | |
| 17°0′N 41°47′E / 17.000°N 41.783°E   | السعودية                  | جزر فرسان |
| 17°0′N 41°53′E / 17.000°N 41.883°E   | البحر الأحمر              | |
| 17°0′N 42°33′E / 17.000°N 42.550°E   | السعودية                  | |
| 17°0′N 43°10′E / 17.000°N 43.167°E   | اليمن                     | |
| 17°0′N 46°57′E / 17.000°N 46.950°E   | السعودية                  | |
| 17°0′N 47°23′E / 17.000°N 47.383°E   | اليمن                     | |
| 17°0′N 52°57′E / 17.000°N 52.950°E   | عُمان                      | |
| 17°0′N 54°7′E / 17.000°N 54.117°E    | المحيط الهندي             | بحر العرب |
| 17°0′N 54°41′E / 17.000°N 54.683°E   | عُمان                      | |
| 17°0′N 54°59′E / 17.000°N 54.983°E   | المحيط الهندي             | بحر العرب |
| 17°0′N 73°17′E / 17.000°N 73.283°E   | الهند                     | ماهاراشترا كارناتاكا أندرا برديش تيلانغانا                                                                            |
| 17°0′N 82°17′E / 17.000°N 82.283°E   | المحيط الهندي             | خليج البنغال |
| 17°0′N 94°27′E / 17.000°N 94.450°E   | ميانمار (Burma)           | |
| 17°0′N 96°54′E / 17.000°N 96.900°E   | المحيط الهندي             | Gulf of Martaban |
| 17°0′N 97°12′E / 17.000°N 97.200°E   | ميانمار (Burma)           | |
| 17°0′N 98°37′E / 17.000°N 98.617°E   | تايلاند                   | |
| 17°0′N 104°44′E / 17.000°N 104.733°E | لاوس                      | |
| 17°0′N 106°26′E / 17.000°N 106.433°E | فيتنام                    | |
| 17°0′N 107°7′E / 17.000°N 107.117°E  | بحر الصين الجنوبي         | مرورا عبر the disputed جزر باراسيل                                                                                    |
| 17°0′N 120°27′E / 17.000°N 120.450°E | الفلبين                   | جزيرة لوزون |
| 17°0′N 122°29′E / 17.000°N 122.483°E | المحيط الهادئ             | بحر الفلبين · Passing between the جزر جزيرة غوغوان وSarigan, جزر ماريانا الشمالية · into an unnamed part of the Ocean |
| 17°0′N 100°17′W / 17.000°N 100.283°W | المكسيك                   | |
| 17°0′N 91°7′W / 17.000°N 91.117°W    | غواتيمالا                 | |
| 17°0′N 89°9′W / 17.000°N 89.150°W    | بليز                      | |
| 17°0′N 88°13′W / 17.000°N 88.217°W   | البحر الكاريبي            | مرورا بجنوب the جزيرة نيفيس, سانت كيتس ونيفيس · مرورا بشمال the جزيرة ريدوندا, أنتيغوا وباربودا                       |
| 17°0′N 61°46′W / 17.000°N 61.767°W   | أنتيغوا وباربودا          | جزيرة أنتيغوا |
| 17°0′N 61°44′W / 17.000°N 61.733°W   | المحيط الأطلسي            | |
| 17°0′N 25°19′W / 17.000°N 25.317°W   | الرأس الأخضر              | سانتو أنتاو (الرأس الأخضر) island                                                                                     |
| 17°0′N 25°6′W / 17.000°N 25.100°W    | المحيط الأطلسي            | |
| 17°0′N 16°17′W / 17.000°N 16.283°W   | موريتانيا                 | |
| 17°0′N 5°39′W / 17.000°N 5.650°W     | مالي                      | |